# 8974 Gregaria
8974 Gregaria è un asteroide della fascia principale. Scoperto nel 1973, presenta un'orbita caratterizzata da un semiasse maggiore pari a 2,1908306 UA e da un'eccentricità di 0,1146086, inclinata di 1,03339° rispetto all'eclittica.